# Cet instant-là

Cet instant-là (titre original : The Moment) est un roman de Douglas Kennedy publié en 2011.

## Résumé
Thomas, écrivain dans le Maine, a été à Berlin-Ouest en 1984 et a rencontré Petra, expulsée de RDA. Ils se sont installés ensemble. Après quelque temps, elle lui a dit qu'elle avait un enfant Johannes, 3 ans et qu'elle a été emprisonnée à cause de son mari. Les ouest-allemands l'ont récupérée, son mari s'est pendu et son fils a été placé dans une famille de RDA. Thomas découvre qu'elle travaille pour la Stasi, la livre à la police et rentre aux USA. En 2000 il apprend que Petra est morte et reçoit son journal intime où elle dit avoir été enceinte de lui. Il rencontre Johannes qui lui donne une lettre d'elle où elle dit qu'ils ont laissé passer l'instant de s'aimer. Il donne 15 000 € à Johannes pour monter sa librairie.